# マネー・イン・ザ・バンク・ラダー・マッチ

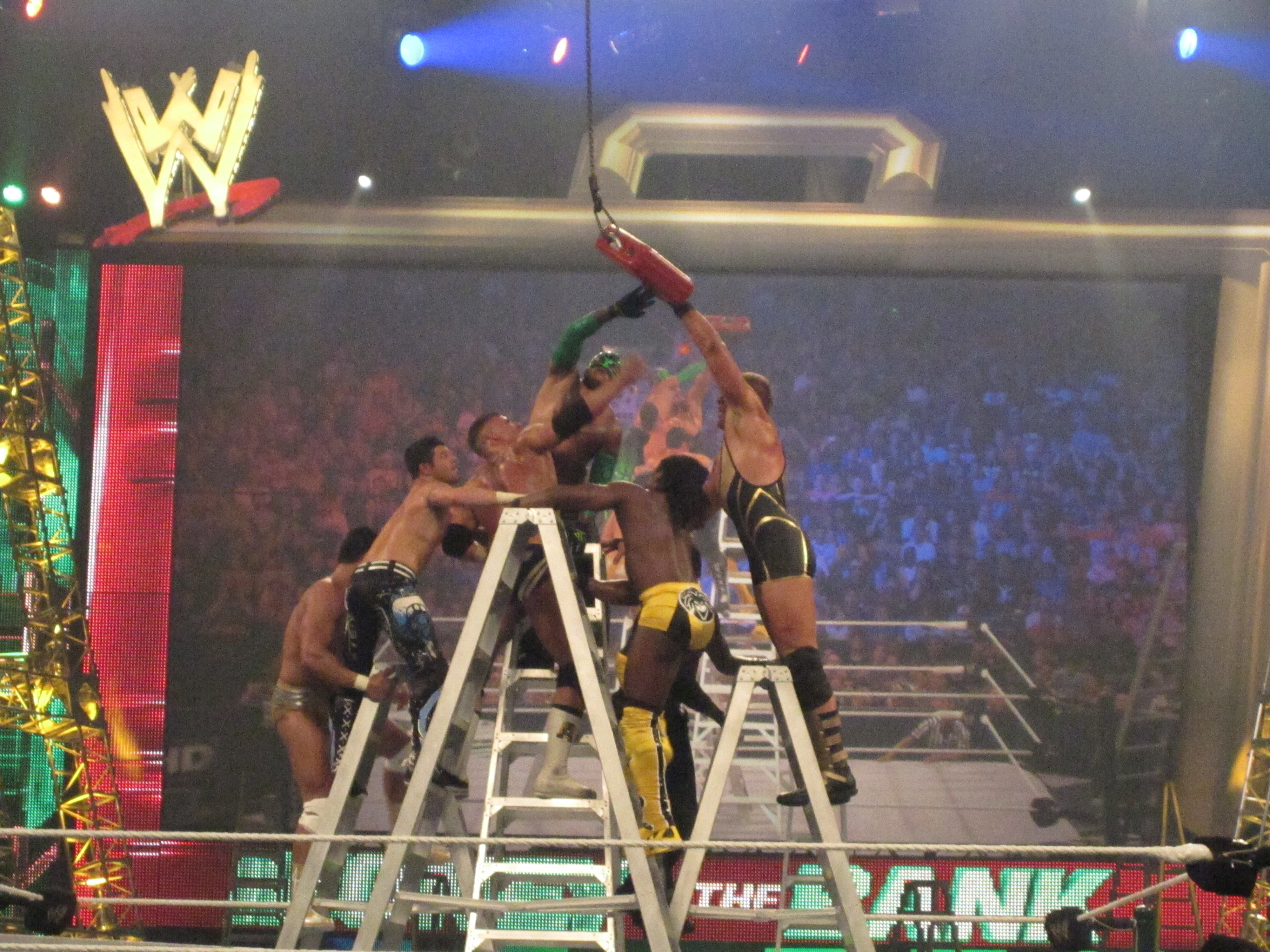
2011年Raw MITBラダー戦

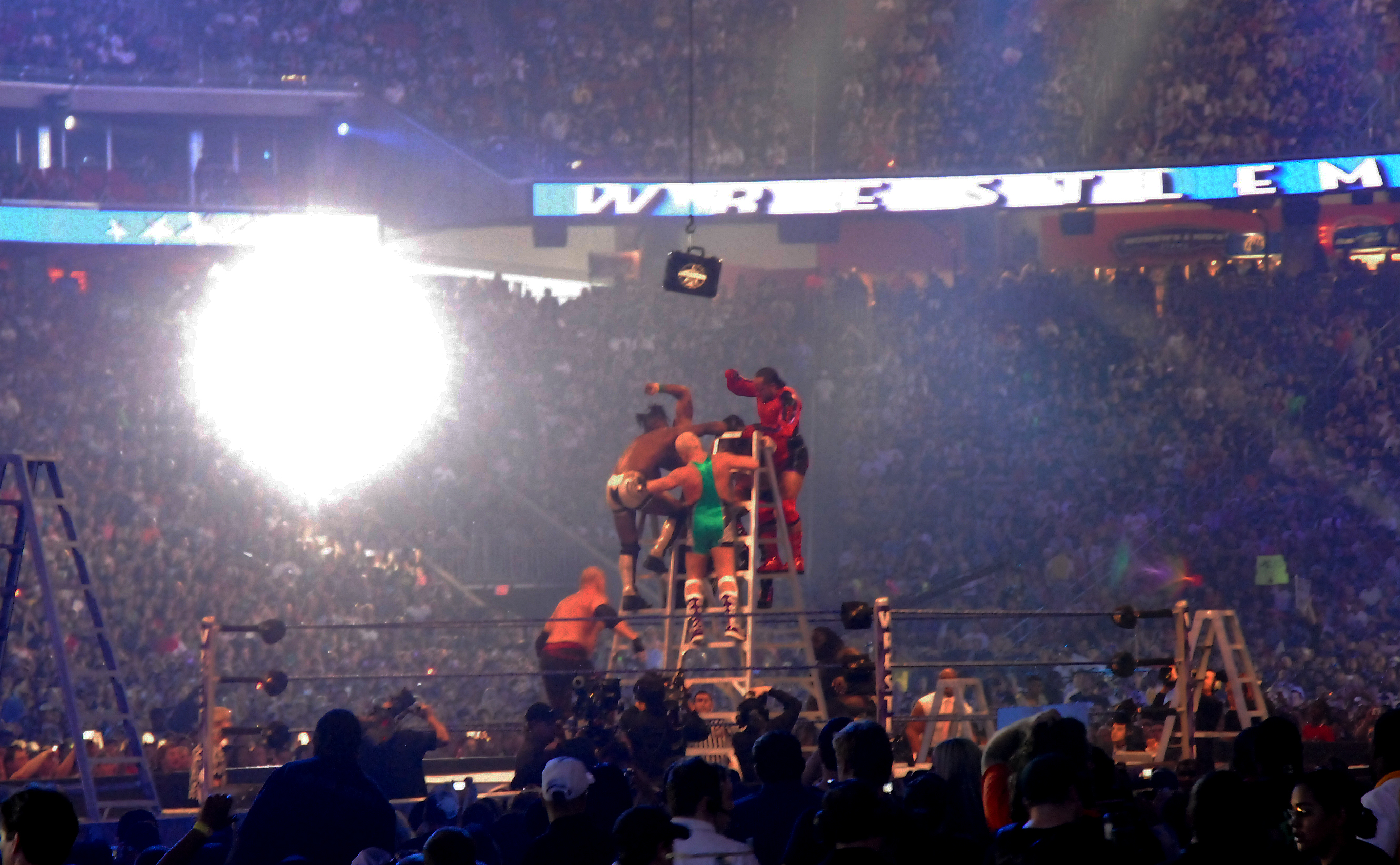
2009年レッスルマニアXXVで行ったMITBラダー戦

マネー・イン・ザ・バンク・ラダー・マッチ（Money in the Bank Ladder Match）は、アメリカのプロレス団体WWEで行われるさまざまな試合形式のうちの一つである。2010年までは3月〜4月に開催されるWWEの最大イベントレッスルマニアで、それ以降は7月のPPVWWEマネー・イン・ザ・バンクで試合が開催され、勝者は男性レスラーの場合はMr.マネー・イン・ザ・バンク（Mr.Money in the Bank）、女性レスラーの場合はMs.マネー・イン・ザ・バンク（Ms.Money in the Bank）と称される。

## 概要
基本は6人のレスラーで天井に吊るされているアタッシュケースを奪い合うラダー・マッチであるが、アタッシュケースの中には男性レスラーであればWWE王座またはWWEユニバーサル王座のどちらかに、女性レスラーであればロウ女子王座またはスマックダウン女子王座のどちらかに挑戦できる契約書が入っているというのが大きな特徴である。
考案者はクリス・ジェリコである。なお、ジェリコは発案者でありながら一度も獲得経験がなく、それどころか権利を行使されている。
契約書の内容は、契約書を獲得したレスラーが試合が行われた日から1年以内に好きな時に1度だけ王座に挑戦可能という物で、この権利を行使する事を「キャッシュイン（cash in）」と呼ぶ。しかし、この権利が行使されるのは王座保持者が激しい試合を行って疲労困憊している時や負傷した時であるのが常であり、観客に著しく卑怯な印象を与えてしまう。このため、この権利を獲得する者は元々ヒールである場合が多く、ベビーフェイスであってもこの権利の行使を期にヒール転向する者もいる。
なお、本人以外のキャッシュインは認められず、そのルールによってザ・ミズは事実上1年間で2度行使した経験がある。
また、稀に即日行使することもあり、2016年のディーン・アンブローズは事前にMITB戦に勝利すればその日のWWE世界ヘビー級王座戦後に行使すると宣言し、その発言の通りに行使した。

## 歴代勝者

### 男性レスラー
- 2005年 : エッジ
- 2006年 : ロブ・ヴァン・ダム
- 2007年 : ミスター・ケネディ
- 2008年 : CMパンク
- 2009年 : CMパンク
- 2010年 : ジャック・スワガー、ケイン、ザ・ミズ
- 2011年 : ダニエル・ブライアン、アルベルト・デル・リオ
- 2012年 : ジョン・シナ、ドルフ・ジグラー
- 2013年 : ダミアン・サンドウ、ランディ・オートン
- 2014年 : セス・ロリンズ
- 2015年 : シェイマス
- 2016年 : ディーン・アンブローズ
- 2017年 : バロン・コービン
- 2018年 : ブラウン・ストローマン
- 2019年 : ブロック・レスナー
- 2020年 : オーティス
- 2021年：ビッグE
- 2022年：オースティン・セオリー
- 2023年：ダミアン・プリースト
- 2024年：ドリュー・マッキンタイア
- 2025年：セス・ロリンズ

### 女性レスラー
- 2017年：カーメラ
- 2018年：アレクサ・ブリス
- 2019年： ベイリー
- 2020年： ASUKA
- 2021年：ニッキー・ASH
- 2022年：リヴ・モーガン
- 2023年：イヨ・スカイ
- 2024年：ティファニー・ストラットン
- 2025年：ナオミ

## 歴史
- 2005年

2005年2月28日に開催されたRAWでクリス・ジェリコが発案したのが始まりである。翌週の3月7日に開催されたRAWで当時RAWのGMであったエリック・ビショフがこの案を採用。WrestleMania 21での試合が決定された。出場者は発案者のジェリコに加え、エッジ、クリス・ベノワ、クリスチャン、シェルトン・ベンジャミン、ケインの6人。試合ではエッジが勝利した。WrestleMania 21終了後、ヒールであったエッジは契約書の入っているアタッシュケースを常に持ち歩き、試合では凶器として使用していた。
- 2006年

1月8日に開催されたニュー・イヤーズ・レボリューションのメイン戦、エリミネーション・チェンバー・マッチ終了後に、エッジは契約書の権利を発動。エリミネーション・チェンバー・マッチを戦い抜いて疲労困憊状態のWWE王者ジョン・シナと対戦し、王座を奪取した。その後、エッジは同月の1月29日に開催されたロイヤルランブルで再びシナに王座を奪取されている。
2月20日に開催されたRAWでカリートが再びマネー・イン・ザ・バンク・ラダー・マッチの開催を提案し、翌週に受理された。今回は出場者をRAW所属レスラーだけではなく、SmackDown!所属レスラーからも募り、両番組内で予選試合が開催された。RAWからは、ロブ・ヴァン・ダム、リック・フレアー、シェルトン・ベンジャミン、SmackDown!からはボビー・ラシュリー、マット・ハーディー、フィンレーが出場した。前年と同じくWrestleMania 22で試合が行われ、ロブ・ヴァン・ダムが勝利した。契約書を獲得したロブ・ヴァン・ダムは、同年6月11日に開催されたECW ワン・ナイト・スタンドで契約書の権利を発動。WWE王者のシナと対戦し、王座を奪取した。
- 2007年

2007年4月1日に開催されたWrestleMania 23においてマネー・イン・ザ・バンク・ラダー・マッチが行われ、ミスター・ケネディが勝利し翌年のWrestleMania XXIVにて権利を行使すると予告するが、腕を負傷した状態で5月のRAWにて防衛戦が行われエッジが勝利し権利移動、その週のSmackDown!において世界ヘビー級王座を防衛したジ・アンダーテイカーが直後のマーク・ヘンリーからの不意打ちを受けて既にボロボロになっているのを見て契約書の権利を行使してテイカーと対戦し勝利。エッジが世界ヘビー級王座を獲得した。
- 2008年

2008年3月30日に行われたWrestleMania XXIVにおいてマネー・イン・ザ・バンク・ラダー・マッチが行われ、CMパンクが勝利した。6月のRAW ドラフトにてCMパンクがRAWへ移籍、翌週のRAWにおいてバティスタの襲撃によりグロッキーになっていたエッジに対し契約書の権利を行使し、世界ヘビー級王者となる。
- 2009年

2009年4月5日に行われたWrestleMania XXVにおいてマネー・イン・ザ・バンク・ラダー・マッチが行われ、CMパンクが2年連続で勝利した。その後ドラフトにてCMパンクがSmackDown!に移籍。移籍後、契約書の権利を行使しようとするが乱入に会う。6月のエクストリーム・ルールズでは自身が試合をした後、世界ヘビー級王座戦でのエッジとジェフ・ハーディーのラダー・マッチ後に乱入し、契約書の権利を行使し、新王者になったばかりのジェフ・ハーディーに勝利し、世界ヘビー級王者となる。
- 2010年

2010年3月28日に行われたWrestleMania XXVIにおいてマネー・イン・ザ・バンク・ラダー・マッチが行われ、ジャック・スワガーが勝利した。そしてその週のSmackDown!オープニングにてクリス・ジェリコがエッジのスピアーを受けた直後、契約書の権利を行使しクリス・ジェリコに勝利、世界ヘビー級王者となる。
2010年7月18日に行われたPPVマネー・イン・ザ・バンクでもマネー・イン・ザ・バンク・ラダー・マッチが行われ、勝者には所属する番組の王座(ロウはWWE王座、スマックダウンは世界ヘビー級王座)に限定された権利が与えられる。
スマックダウンはケインが権利を獲得、同日に行われたレイ・ミステリオ対ジャック・スワガー戦終了後にスワガーに暴行を受けたミステリオに挑戦権を行使し、世界ヘビー級王座を奪取。ロウはミズが権利を獲得。11月22日、ネクサスの袋叩きで負傷した上にウェイド・バレット戦で大ダメージを受けた直後のランディ・オートンに挑戦権を行使してWWE王座を奪取。
- 2011年

2011年7月17日に行われたPPVマネー・イン・ザ・バンクにおいてマネー・イン・ザ・バンク・ラダー・マッチが行われ、スマックダウンはダニエル・ブライアンが権利を獲得。同年12月18日TLC:Tables, Ladders and Chairs 2011にて試合後イスにDDTをうけたビッグ・ショーに挑戦権を行使し、世界ヘビー級王座を獲得。
ロウではアルベルト・デル・リオが権利を獲得し、8月14日サマースラムにてWWE王座を統一したが直後ケビン・ナッシュのジャックナイフ・パワーボムを受けたCMパンクに権利を行使し、WWE王座を獲得した。
- 2012年

2012年7月15日に行われたPPVマネー・イン・ザ・バンクにてマネー・イン・ザ・バンク・ラダー・マッチが行われ、ロウではジョン・シナが獲得しその後ロウの1000回目(7月23日)の放送にて権利を行使しCMパンクとの一騎討ちに挑むも、終盤ビッグ・ショーの介入で反則負け。初めてマネー・イン・ザ・バンクの失敗者となった。スマックダウンではドルフ・ジグラーが獲得したものの行使せず権利を持ったまま年をまたぐことになった。
- 2013年

しかしレッスルマニア翌日のロウにてアルベルト・デル・リオが2対1のハンデキャップ戦で疲労困憊になったところでドルフ・ジグラーが権利を行使し、世界ヘビー級王座を獲得した。2013年7月14日に行われたPPVマネー・イン・ザ・バンクではランディ・オートンが権利を獲得、その年のPPVサマースラムで王者ジョン・シナを破ったダニエル・ブライアンに権利を行使、レフェリーのトリプルHと共謀してWWE王座を獲得した。世界王座の権利を獲得したダミアン・サンドウはPPVヘル・イン・ア・セルで世界王者になったジョン・シナに、翌日のロウで権利を行使した。結果的に一騎討ちの構図となったが、力及ばず敗北した。
- 2014年

2014年5月に首を負傷し手術を受けていたWWE世界ヘビー級王者ダニエル・ブライアンの早期の復帰が見込めなくなったため、6月9日に彼の王座が剥奪された。これに伴い、本来は王座挑戦権を賭けておこなわれるマネー・イン・ザ・バンク・ラダー・マッチが、今回に限りWWE世界ヘビー級王座そのものを賭けたタイトルマッチとして開催されることが決まった。
その後、6月20日には、王座戦とは別に、王座挑戦権を賭けた本来のマネー・イン・ザ・バンク・ラダー・マッチも行われることが発表された。6月29日のPPVでは、このような経緯により2つのラダーマッチが開催された。王座挑戦権を賭けたラダーマッチでは、元シールドのディーン・アンブローズとセス・ロリンズが激しい攻防を演じるが、乱入したケインの助けを受けたロリンズが王座挑戦権を獲得。WWE世界ヘビー級王座を賭けたラダーマッチでは、ここでも再びケインがロマン・レインズらを退けランディ・オートンの王座獲得を支援するが、最終的にはジョン・シナがケインとオートンを倒し王座を獲得。
- 2015年

セスは2015年のWrestle Mania 31の王座戦の最中に権利を行使し、王座を獲得した。なお試合中の行使は史上初であった。
6月14日のマネー・イン・ザ・バンクではブレイ・ワイアットのロマン・レインズへの奇襲により、シェイマスがタナボタ勝利をする。続く11月22日のSurvivor Series 2015のWWE世界ヘビー級王座をかけたトーナメントに勝利したレインズに権利を行使。奇襲後に権利を行使したこともあり、王座を獲得した。
- 2016年

この年のマネー・イン・ザ・バンクはディーン・アンブローズが勝者となりケイン以来となる同PPV内で権利を行使、レインズの王座を奪取した直後のセス・ロリンズを倒し、王者となった。
- 2017年

この年、初めて女性レスラーによるマネー・イン・ザ・バンク戦が行われたが、カーメラに帯同していたジェームス・エルスワースがアタッシュケースを取ってカーメラに手渡した。そのため、2日後のSmackdown LIVEで無効と判断され、翌週にエルスワースを退場させて再試合を行ったが、結局はカーメラが取得した。
2018年4月10日のSmackDown LIVEにて、王者シャーロット・フレアーがビリー・ケイとペイトン・ロイスから襲撃を受けた際に権利を行使、王座を獲得した。
男性レスラーによるマネー・イン・ザ・バンク戦では中邑真輔が日本人レスラーとして最初の参加者になったが、入場中にバロン・コービンの襲撃を受け一時離脱。終盤に復帰してAJスタイルズとラダー上で一騎打ちを行うもコービンに倒され、そのままコービンが勝者となった。
8月15日、サマースラム直前週のSmackDown LIVEにて行われたWWE世界王者ジンダー・マハルとジョン・シナのシングルマッチ（防衛戦では無い）において、シナがマハルへスーパーAAを決めた直後にコービンが乱入、試合は反則裁定となり、更にシナをアタッシュケースで殴って追い出してから権利を行使した。しかし、ゴング直後にエプロンに上ったシナに気を取られてしまい、その隙をついたマハルに丸め込まれて3カウントを奪われた。王座奪取は失敗に終わった。
- 2018年

この年は12年ぶりにマネー・イン・ザ・バンク戦の予選試合が行われ、それぞれの勝者が本選に出場した。女性レスラーによる本選で勝利を収めたアレクサ・ブリスは、同PPV内で権利を行使。ロンダ・ラウジーと試合を行っていたRAW女子王座のナイア・ジャックスを破り、新女王に返り咲いている。

- 2020年

この年は新型コロナウイルスが世界的に大流行。そのため、当初予定されていた会場を変更。コネチカット州・スタンフォードのWWE本社での開催となった。
それに伴い、ルールも変更された。男女同時スタートで、本社ビルの地上階からスタートし、いわゆる路上プロレスを行いながら上の階に上がっていき、最終的に屋上のリングに吊るされているアタッシュケースを奪い合うという形式である。
女子ラダーマッチは、リング上での戦いを制したアスカが勝利。これは日本人・アジア人としても初となる快挙である。なお翌日放送のRAWにて、ベッキー・リンチから自身の出産準備に伴うRAW女子王座の返上と、前日のMITB戦が同王座戦であることが発表され、アスカはキャッシュ・インすることなく王座を獲得した。
男子ラダーマッチでは、終盤に出場者全員がリングで攻防戦になる。やがてラダー上でAJスタイルズとキング・コービンのアタッシュケースの奪い合いになると突如、以前までコービンと抗争を繰り広げていたイライアスが乱入。ギターショットでコービンを攻撃すると、その衝動でAJがアタッシュケースを落としてしまい、たまたま下にいたオーティスが幸運にもキャッチ。勝者となった。
男子ラダーマッチを制したオーティスだったが、2020年10月25日に行われたWWEヘル・イン・ア・セルでザ・ミズとのマネー・イン・ザ・バンク争奪戦に敗れて権利を失い、ミズがマネー・イン・ザ・バンクの権利を獲得した。
その後、TLC2020でキャッシュ・インし、TLC形式WWE王座戦に参加するも敗北したが、このキャッシュ・インがジョン・モリソンによるものとして無効扱いとなり、権利が復活した。

## 最多出場者
最多出場者（2015年現在）はケインで、7度の出場経験がある。

## エッジとの因果
エッジは2010年まで権利の行使や奪取、現場に居合わせるなど何らかの形でマネー・イン・ザ・バンクに関わっている。初代勝者として王者になり、ロブ・ヴァン・ダムの時には王者になる手助けをする。ミスター・ケネディからは権利を奪い、自らが王者になる。CMパンクには権利を行使されてしまう。CMパンクが二度目に行使する時にはジェフ・ハーディーの対戦相手だった。ジャック・スワガーが行使した際には、クリス・ジェリコにスピアーを食らわせている。

## 試合結果

### マネー・イン・ザ・バンク・ラダー・マッチ
- 2005年4月3日 WrestleMania 21

○エッジ vs クリス・ベノワ vs クリス・ジェリコ vs シェルトン・ベンジャミン vs クリスチャン vs ケイン
- 2006年4月3日 WrestleMania 22

○ロブ・ヴァン・ダム（RAW） vs リック・フレアー（RAW） vs シェルトン・ベンジャミン（RAW） vs フィンレー（SmackDown!） vs マット・ハーディー（SmackDown!） vs ボビー・ラシュリー（SmackDown!）
- 2007年4月1日 WrestleMania 23

○ミスター・ケネディ（SmackDown!）vs エッジ（RAW）  vs ランディ・オートン（RAW） vs CMパンク（ECW） vs フィンレー（SmackDown!） vs マット・ハーディー（SmackDown!） vs キング・ブッカー（SmackDown!） vs ジェフ・ハーディー（RAW）
- 2008年4月3日 WrestleMania XXIV

○CMパンク(ECW) vs クリス・ジェリコ(RAW) vs ミスター・ケネディ(RAW) vs カリート(RAW) vs MVP(SmackDown!) vs ジョン・モリソン(ECW) vs シェルトン・ベンジャミン(ECW)
（当初はジェフ・ハーディーも出場予定であったが、禁止薬物の使用のため謹慎、出場停止となる。そのため7人での対戦に変更された。）
- 2009年4月5日 WrestleMania XXV

○CMパンク vs クリスチャン vs ケイン vs コフィ・キングストン vs シェルトン・ベンジャミン vs フィンレー (w/ホーンスワグル) vs マーク・ヘンリー (w/ トニー・アトラス) vs MVP
- 2010年3月28日 WrestleMania XXVI

○ジャック・スワガー vs クリスチャン vs ケイン vs コフィ・キングストン vs シェルトン・ベンジャミン vs エヴァン・ボーン vs ドルフ・ジグラー vs MVP vs  ドリュー・マッキンタイア vs マット・ハーディー
（史上最多の10人で開催）
- 2010年7月18日 Money in the Bank 2010
- SmackDwon!

○ケイン vs ビッグ・ショー vs クリスチャン vs マット・ハーディー vs コフィ・キングストン vs コーディ・ローデス vs ドルフ・ジグラー vs ドリュー・マッキンタイア
- RAW

○ザ・ミズ vs ランディ・オートン vs クリス・ジェリコ vs エッジ vs ジョン・モリソン vs テッド・デビアス(w / マリース) vs マーク・ヘンリー vs エヴァン・ボーン
- 2011年7月17日 Money in the Bank 2011
- SmackDwon!

○ダニエル・ブライアン vs ケイン vs コーディ・ローデス vs シェイマス vs ウェイド・バレット vs ジャスティン・ガブリエル vs ヒース・スレイター vs シン・カラ
- RAW

○アルベルト・デル・リオ vs レイ・ミステリオ vs ザ・ミズ vs Rトゥルース vs コフィ・キングストン vs ジャック・スワガー vs エヴァン・ボーン vs アレックス・ライリー
- 2012年7月15日 Money in the Bank 2012
- SmackDwon!

○ドルフ・ジグラー vs ダミアン・サンドウ vs タイソン・キッド  vs クリスチャン vs サンティーノ・マレラ vs テンサイ(w / サカモト) vs コーディ・ローデス vs シン・カラ
- RAW

○ジョン・シナ vs ケイン vs クリス・ジェリコ vs ビッグ・ショー vs ザ・ミズ
- 2013年7月14日 Money in the Bank 2013
- SmackDwon!

○ダミアン・サンドウ vs ウェイド・バレット vs コーディ・ローデス  vs ディーン・アンブローズ vs ファンダンゴ(w / サマー・レイ) vs ジャック・スワガー(w / ゼブ・コルター) vs アントニオ・セザーロ(w / ゼブ・コルター)
- RAW

○ランディ・オートン vs ロブ・ヴァン・ダム vs CMパンク vs ダニエル・ブライアン vs シェイマス vs クリスチャン
- 2014年6月29日 Money in the Bank 2014

○セス・ロリンズ vs ディーン・アンブローズ vs ドルフ・ジグラー vs コフィ・キングストン vs ロブ・ヴァン・ダム vs ジャック・スワガー(w / ゼブ・コルター)
（当初はバッド・ニュース・バレットも出場予定であったが、怪我の為出場できなかった。そのため6人での対戦に変更された。）
- 2015年6月14日 Money in the Bank 2015

○シェイマス vs ドルフ・ジグラー vs ネヴィル vs コフィ・キングストン vs ケイン vs ロマン・レインズ vs ランディ・オートン
- 2016年6月19日 Money in the Bank 2016

○ディーン・アンブローズ vs サミ・ゼイン vs セザーロ vs クリス・ジェリコ vs ケビン・オーウェンズ vs アルベルト・デル・リオ
- 2017年6月18日 Money in the Bank 2017
  - 男性レスラー

○バロン・コービン vs AJスタイルズ vs ドルフ・ジグラー vs サミ・ゼイン vs ケビン・オーウェンズ vs 中邑真輔
  - 女性レスラー

○カーメラ(w / ジェームス・エルスワース) vs ベッキー・リンチ vs シャーロット・フレアー vs ナタリア vs タミーナ

- 2017年6月27日 Smackdown LIVE （※上記が無効裁定となったため再試合）

○カーメラ vs ベッキー・リンチ vs シャーロット・フレアー vs ナタリア vs タミーナ
- 2018年6月17日 Money in the Bank 2018
  - 男性レスラー

◯ブラウン・ストローマン vs フィン・ベイラー vs ザ・ミズ vs ルセフ vs ボビー・ルード vs ケビン・オーウェンズ vs サモア・ジョー vs  コフィ・キングストン
  - 女性レスラー

○アレクサ・ブリス vs. エンバー・ムーン vs シャーロット・フレアー vs ベッキー・リンチ vs. ナタリヤ vs ラナ vs ナオミ vs サーシャ・バンクス

### マネー・イン・ザ・バンク防衛戦
- 2005年10月3日 WWE Homecoming

○エッジ vs マット・ハーディー●
（敗者のマット・ハーディーはRAW追放。SmackDown!へ移籍）
- 2006年4月30日 Backlash 2006

●シェルトン・ベンジャミン（IC王座） vs ロブ・ヴァン・ダム（マネー・イン・ザ・バンク保持者）○
（ベンジャミンが勝てばRVDのマネー・イン・ザ・バンクを獲得。RVDが勝てばベンジャミンの保有するIC王者を獲得するWinner Take All方式であった為、RVDはマネー・イン・ザ・バンクの防衛と共にIC王座も獲得した）
- 2007年5月8日 RAW

●ミスター・ケネディ vs エッジ○
(マネー・イン・ザ・バンク防衛戦で初の権利移動)
- 2012年12月16日 TLC:Tables, Ladders and Chairs 2012

○ドルフ・ジグラー vs ジョン・シナ●
(ジグラーが防衛)
- 2018年8月19日 SummerSlam 2018

●ケビン・オーエンズ vs ブラウン・ストローマン○
(ストローマンが防衛)

### マネー・イン・ザ・バンク・ラダー・マッチ予選
- 2006年2月27日 RAW

○ロブ・ヴァン・ダム vs トレバー・マードック●
○シェルトン・ベンジャミン vs チャボ・ゲレロ●
○リック・フレアー vs カリート●
- 2006年3月10日 SmackDown!

△ボビー・ラシュリー vs フィンレー△
- 2006年3月17日 SmackDown!

○フィンレー vs ボビー・ラシュリー●（ランバージャック・マッチ）
○マット・ハーディー vs ロード・ウォリアー・アニマル●
- 2006年3月24日 SmackDown!

出場者決定バトルロイヤル優勝者 ボビー・ラシュリー
以下出場者一覧 ボビー・ラシュリー、ジョイ・マーキュリー、ジョニー・ナイトロ、タタンカ、ポール・バーチル、スーパー・クレイジー、シコシス、ポール・ロンドン、ジェイミー・ノーブル、ブライアン・ケンドリック、オーランド・ジョーダン、シルヴァン、フナキ、サイモン・ディーン、ジェイク・ジムナイ、ジェシー・ジムナイ、ナンジオ、キッド・キャッシュ、スコッティ・2・ホッティ、ロード・ウォリアー・アニマル
- 2018年5月7日 RAW[3]

○ブラウン・ストローマン vs ケビン・オーエンズ●
○エンバー・ムーン vs サーシャ・バンクス vs ルビー・ライオット(w / リヴ・モーガン&サラ・ローガン)●
○フィン・ベイラー vs ロマン・レインズ vs サミ・ゼイン●
- 2018年5月8日 Smackdown LIVE[4]

○ザ・ミズ vs ジェフ・ハーディー●
○シャーロット・フレアー vs ペイトン・ロイス●
○ルセフ vs ダニエル・ブライアン●
- 2018年5月14日 RAW[5]

○ボビー・ルード vs バロン・コービン vs ノー・ウェイ・ホセ●
○アレクサ・ブリス vs ミッキー・ジェームス vs ベイリー●
○ケビン・オーエンズ vs ボビー・ラシュリー vs イライアス●
- 2018年5月15日 Smackdown LIVE[6]

○ニュー・デイ (エグゼビア・ウッズ&ビッグ・E)(w / コフィ・キングストン) vs シェイマス&セザーロ●
※ニュー・ディから一人のみ出場。
○ベッキー・リンチ vs ソーニャ・デヴィル vs マンディ・ローズ●
- 2018年5月21日 RAW[7]

○ナタリア vs デイナ・ブルック vs リヴ・モーガン vs サラ・ローガン(w / ルビー・ライオット)●
- 2018年5月22日 Smackdown LIVE[8]

○ラナ(w / エイデン・イングリッシュ) vs ビリー・ケイ(w / ペイトン・ロイス)●
○ナオミ vs ソーニャ・デヴィル●
- 2018年5月28日 RAW[9]

ガントレット形式戦 優勝者 サーシャ・バンクス
| 試合順 | 対戦カード                                 | 勝者               |
| 1      | ベイリー vs リヴ・モーガン                 | ベイリー           |
| 2      | ベイリー vs サラ・ローガン                 | ベイリー           |
| 3      | ベイリー vs ルビー・ライオット             | ルビー・ライオット |
| 4      | ルビー・ライオット vs デイナ・ブルック     | ルビー・ライオット |
| 5      | ルビー・ライオット vs ミッキー・ジェームス | ルビー・ライオット |
| 6      | ルビー・ライオット vs サーシャ・バンクス   | サーシャ・バンクス |

- 2018年5月29日 Smackdown LIVE[10]

○サモア・ジョー vs ビッグ・キャス vs ダニエル・ブライアン●